# Chrosiothes niteroi
Chrosiothes niteroi är en spindelart som beskrevs av Claude Lévi 1964. Chrosiothes niteroi ingår i släktet Chrosiothes och familjen klotspindlar. Inga underarter finns listade i Catalogue of Life.